# Richard Kiley
Richard Paul Kiley (Chicago, 31 maart 1922 - Warwick, 5 maart 1999) was een Amerikaans acteur. Hij won in zowel 1984 (voor zijn bijrol in de miniserie The Thorn Birds) als 1988 (hoofdrol in de dramaserie A Year in the Life) een Golden Globe en in zowel 1983 (voor The Thorn Birds), 1988 (voor A Year in the Life) als 1994 (gastrol in de dramaserie Picket Fences) een Primetime Emmy Award. Daarnaast kreeg hij in 1959 (voor zijn hoofdrol in de musical Redhead) en 1966 (hoofdrol in de musical De Man van La Mancha) een Tony Award toegekend.
Kiley maakte in 1950 zijn acteerdebuut in de anthologieserie The Clock. Zijn eerste filmrol volgde in 1951, als Thomas 'Tom' Clancy in de misdaadfilm The Mob.

## Carrière
Kileys carrière begon met optredens in een veelvoud aan anthologieseries, waarin elke aflevering een ander verhaal met andere personages bevat. Zo speelde hij na zijn debuut in The Clock ook in meerdere afleveringen van programma's als Pulitzer Prize Playhouse, Curtain Call, Suspense, Danger, The Web, You Are There, Studio One, Playhouse 90, Kraft Television Theatre en The United States Steel Hour. Daarnaast was Kiley in diezelfde jaren te zien in zijn eerste handvol rollen op het witte doek. Televisie bleef niettemin altijd zijn voornaamste broodheer. Zo speelde hij uiteindelijk in 19 bioscoop- en 31 televisiefilms. Naast Kileys daarbij komende meervoudige verschijningen in televisieprogramma's en -series, had hij bovendien eenmalige gastrollen in meer dan vijftig andere. Voorbeelden hiervan zijn Alfred Hitchcock Presents (in 1958), Dr. Kildare (1961), Bonanza (1970), Columbo (1974), Hawaii Five-O (1976), Star Trek: Deep Space Nine (1993) en Ally McBeal (1998).

## Filmografie
*Exclusief 31 televisiefilms
| - Patch Adams (1998) - Time to Say Goodbye? (1997) - Phenomenon (1996) - The Visual Bible: Matthew (1993) - Jurassic Park (1993, stem) - Miami Cops (1989) - Howard the Duck (1986, stem) - Endless Love (1981) - Looking for Mr. Goodbar (1977) - The Little Prince (1974) | - Pendulum (1969) - The Power of the Resurrection (1958) - Spanish Affair (1957) - The Phenix City Story (1955) - Blackboard Jungle (1955) - Pickup on South Street (1953) - Eight Iron Men (1952) - The Sniper (1952) - The Mob (1951) |

## Televisieseries
*Alleen wederkerende rollen vermeld
- Biography - Verteller (1993-1998, negen afleveringen - documentaireserie)
- The Great Defender - Jason DeWitt (1995, acht afleveringen)
- Picket Fences - Hayden Langston (1992-1994, twee afleveringen)
- A Year in the Life - Joe Gardner (1987-1988, 22 afleveringen)
- A Year in the Life - Joe Gardner (1986, drie afleveringen - miniserie)
- If Tomorrow Comes - Gunther Hartog (1986, drie afleveringen - miniserie)
- A.D. - Claudius I (1985, vijf afleveringen - miniserie)
- George Washington - George Mason (1984, drie afleveringen - miniserie)
- The Thorn Birds - Paddy Cleary (1983, twee afleveringen)
- The Andros Targets - Reverend Ellis (1977, twee afleveringen)
- Judd for the Defense - Barnaby Cutler (1969, twee afleveringen)
- Garrison's Gorillas - Frank Keeler / Field Marshal Donner (1968, twee afleveringen)

## Privé
Kiley trouwde in 1968 met Patricia Ferrier, zijn tweede echtgenote. Hij bleef samen met haar tot aan zijn overlijden. Kiley was eerder van 1948 tot aan hun scheiding in 1967 getrouwd met Mary Bell Wood, met wie hij zes kinderen kreeg: zonen David en Michael en dochters Kathleen, Dorothea, Erin en Dierdre.
- Bibsys: 90207392
- Biblioteca Nacional de España: XX1693751
- Bibliothèque nationale de France: cb141934775 (data)
- Catàleg d'autoritats de noms i títols de Catalunya: 981058528729806706
- Gemeinsame Normdatei: 134822927
- International Standard Name Identifier: 0000 0001 1053 213X
- Library of Congress Control Number: n84002597
- MusicBrainz: efb524e1-942a-4348-b013-e556a5c97080
- Nationale Bibliotheek van Tsjechië: xx0210507
- Nationale bibliotheek van Australië: 35228527
- Nationale Bibliotheek van Israël: 987007452682505171
- Nationale Bibliotheek van Polen: a0000003231268
- Nederlandse Thesaurus van Auteursnamen: 073052760
- SNAC: w67950rv
- Système universitaire de documentation: 082117403
- Trove: 873587
- Virtual International Authority File: 34667961
- WorldCat: E39PBJqVRC8RCr9xyrmdTbQDv3